# Pablo Caprez
Pablo Oscar Caprez (* 9. April 1999 in Zürich) ist ein Schweizer Schauspieler.

## Leben und Karriere
Pablo Caprez wurde als drittes von fünf Kindern in Zürich geboren, wo er heute noch lebt. Seine Schauspielkarriere begann er bereits als Kinderdarsteller. Erste Erfahrungen sammelte Caprez im Alter von 12 Jahren bei einem Kurzfilm. Kurz darauf gab er sein Fernsehdebüt in der Luzerner Tatort-Folge Zwischen zwei Welten (2014). An der Seite von Annina Walt schlüpfte er in die Nebenrolle des aggressiven jugendlichen Tatverdächtigen Ravi Müller, dessen Mutter tot aufgefunden wurde. Seine Leistung brachte ihm erstes Kritikerlob ein.
Im Jahr darauf übernahm der 16-Jährige eine grössere Rolle in dem SRF-Fernsehfilm Upload über das Thema Sexting unter Jugendlichen. Darin war er als Elias zu sehen, der verdächtigt wird, anzügliche Handy-Videos seiner Freundin Franziska (dargestellt von Yaël Meier) verbreitet zu haben. Auch gehörte er zum Schauspielensemble von Claudia Bachs 29-minütigen Kurzfilm Diversity Exists (2018), der von einem homophoben Gewaltakt an einer Schule berichtet. Die Schweizer Produktion war als Lehrfilm für Schulen und Bildungsinstitutionen konzipiert.
Im Jahr 2021 gab Caprez mit der männlichen Hauptrolle in Lorenz Merz’ preisgekröntem Drama Soul of a Beast sein Debüt im Schweizer Kino. Der Part des minderjährigen Vaters und leidenschaftlichen Skateboarders Gabriel, der sich in Corry (Ella Rumpf), die Freundin seines besten Freundes, verliebt, brachte ihm beim Filmfestival Max Ophüls Preis 2022 den Preis für den «Besten Schauspielnachwuchs» ein. Im selben Jahr folgte der Gewinn des Schweizer Filmpreises als «Bester Darsteller».

## Filmografie
- 2014: Tatort: Zwischen zwei Welten (TV)
- 2015: Upload (TV)
- 2018: Diversity Exists (Kurzfilm)
- 2021: Soul of a Beast

## Auszeichnungen
- 2022: Filmfestival Max Ophüls Preis – «Bester Schauspielnachwuchs» (Soul of a Beast)
- 2022: Schweizer Filmpreis – Bester Darsteller für Soul of a Beast[9]